# Tarfaya
Tarfaya (àrab: طرفاية, Ṭarfāya; amazic estàndard marroquí: ⵟⴰⵔⴼⴰⵢⴰ, Ṭarfaya), fins a 1958 Villa Bens, és un localitat de la província de Tarfaya, a la regió de Laâyoune-Sakia El Hamra. Segons el cens de 2014 tenia una població total de 8.027 persones Està situada en la costa de l'oceà Atlàntic, a 890 km al sud-oest de Rabat i a pocs quilòmetres al sud del cap Juby.
Va ser part de la zona sud del protectorat espanyol, situat entre el Sàhara espanyol i el riu Draa, quan era anomenada Villa Bens.

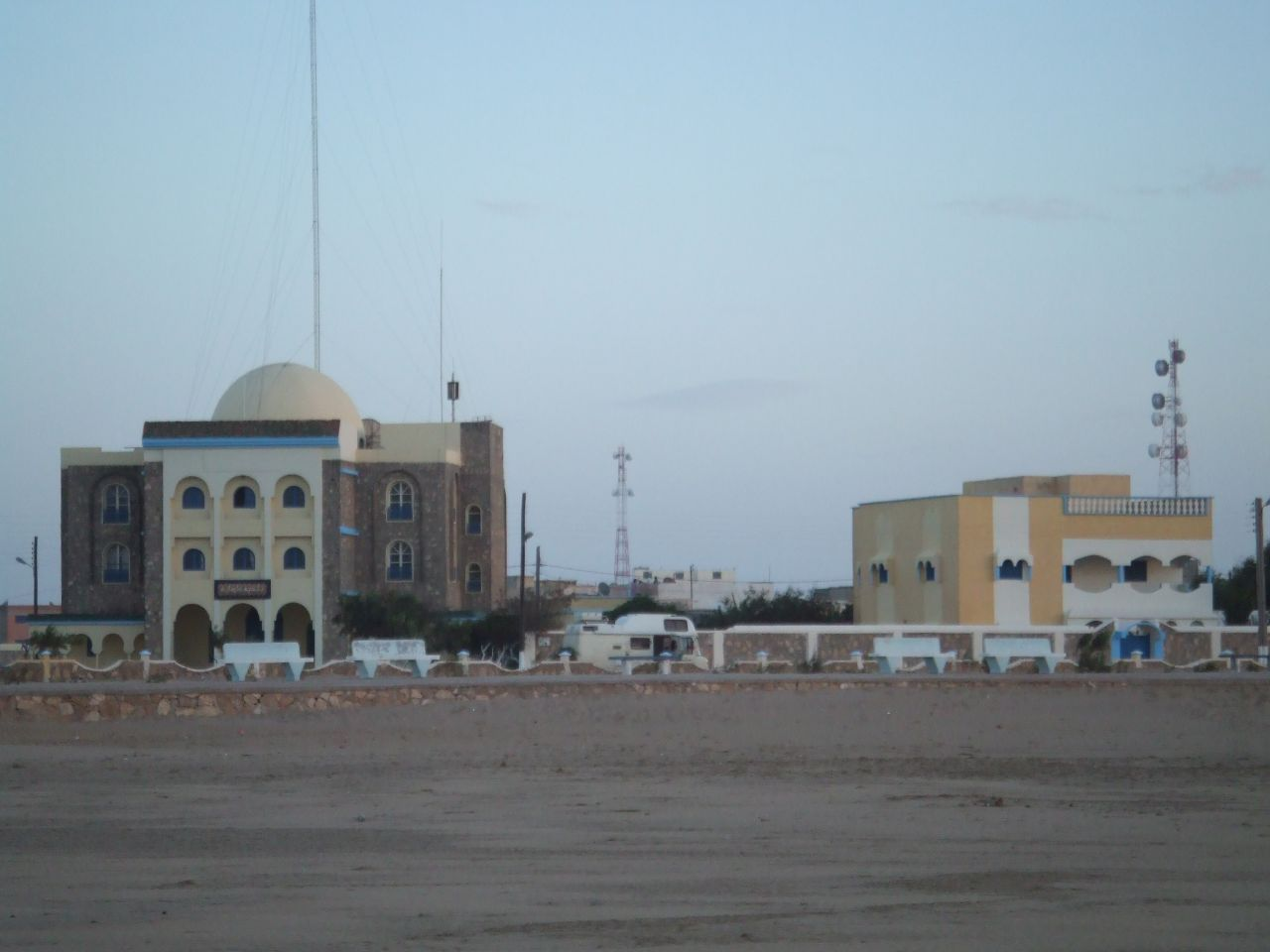
Ajuntament de Tarfaya

## Història
En 1879, la Companyia de l'Àfrica Nord-occidental (britànica), propietat de Donald Mackenzie, va establir allí un lloc comercial, que va batejar com Port Victoria (del que sobreviu la construcció coneguda com a Casa del Mar, actualment en estat de completa ruïna), després de laborioses negociacions amb els notables locals. Mackenzie va obtenir una franja de la costa de Tarfaya entre el Cap Juby i Punta Stafford. No obstant això, el lloc comercial va ser venut per Mackenzie en 1895 al sultà del Marroc, Hassan I.

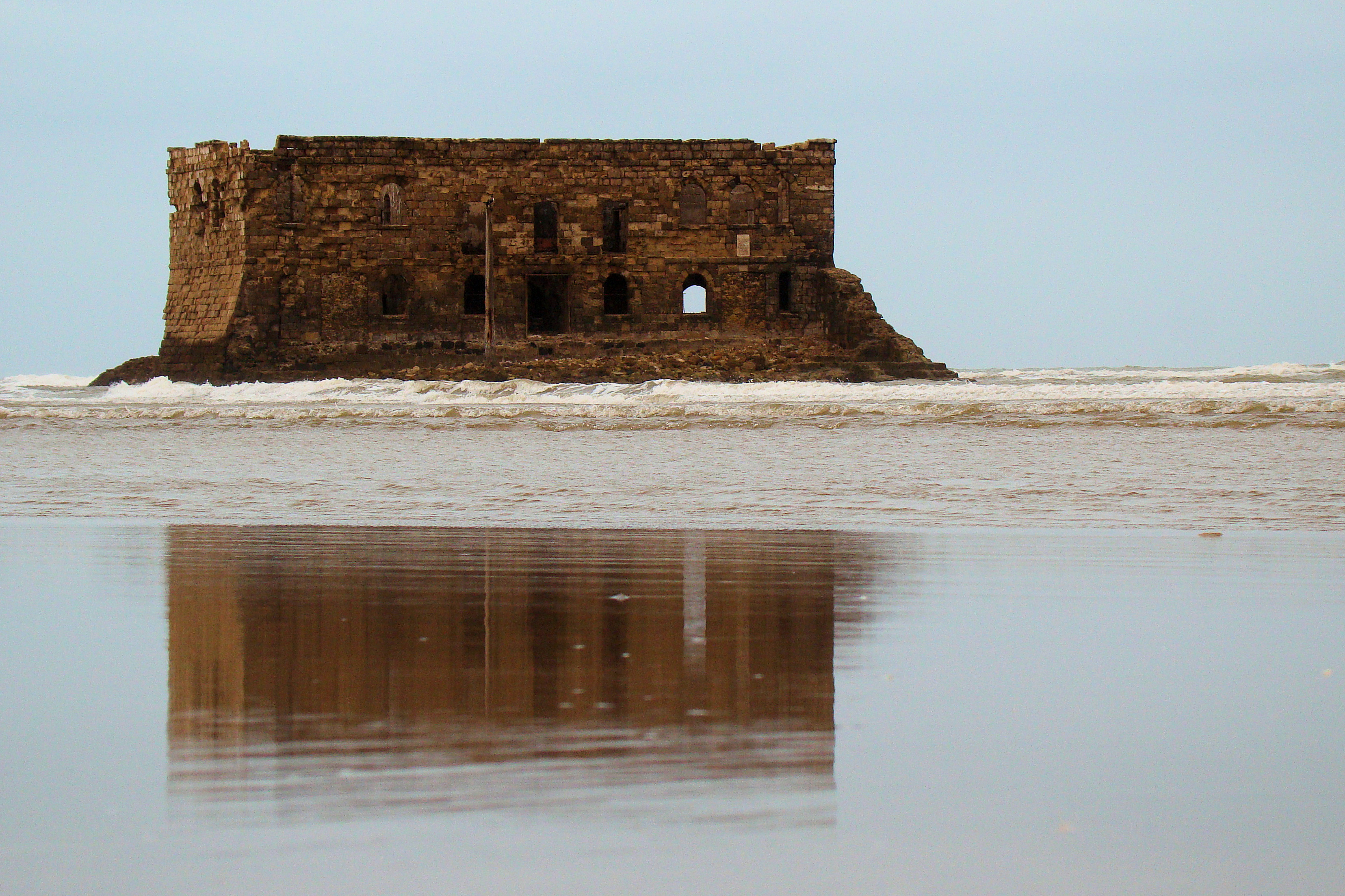
La Casa del Mar.

En 1912, Espanya va negociar amb França (que controlava efectivament els afers relacionats amb el Marroc en aquesta època) per aconseguir concessions a la zona sud del Marroc a fi d'afegir-los als dominis del Sàhara Espanyol. Segons el tractat hispano-francès signat el 27 de novembre, la zona situada al sud del riu Draa passava a ser també protectorat d'Espanya, de manera que encara que aquest territori no estava sota el control del sultà del Marroc, se cediria al Marroc una vegada que finalitzés el protectorat. No obstant això, no va ser fins al 29 de juliol de 1916 que el governador de Río de Oro, el capità Francisco Bens Argandoña, va ocupar oficialment el territori de Cap Juby, incloent Tarfaya, que es denominaria Villa Bens des de llavors. L'emplaçament va ser usat fonamentalment com a escala de vols dedicats al correu aeri.

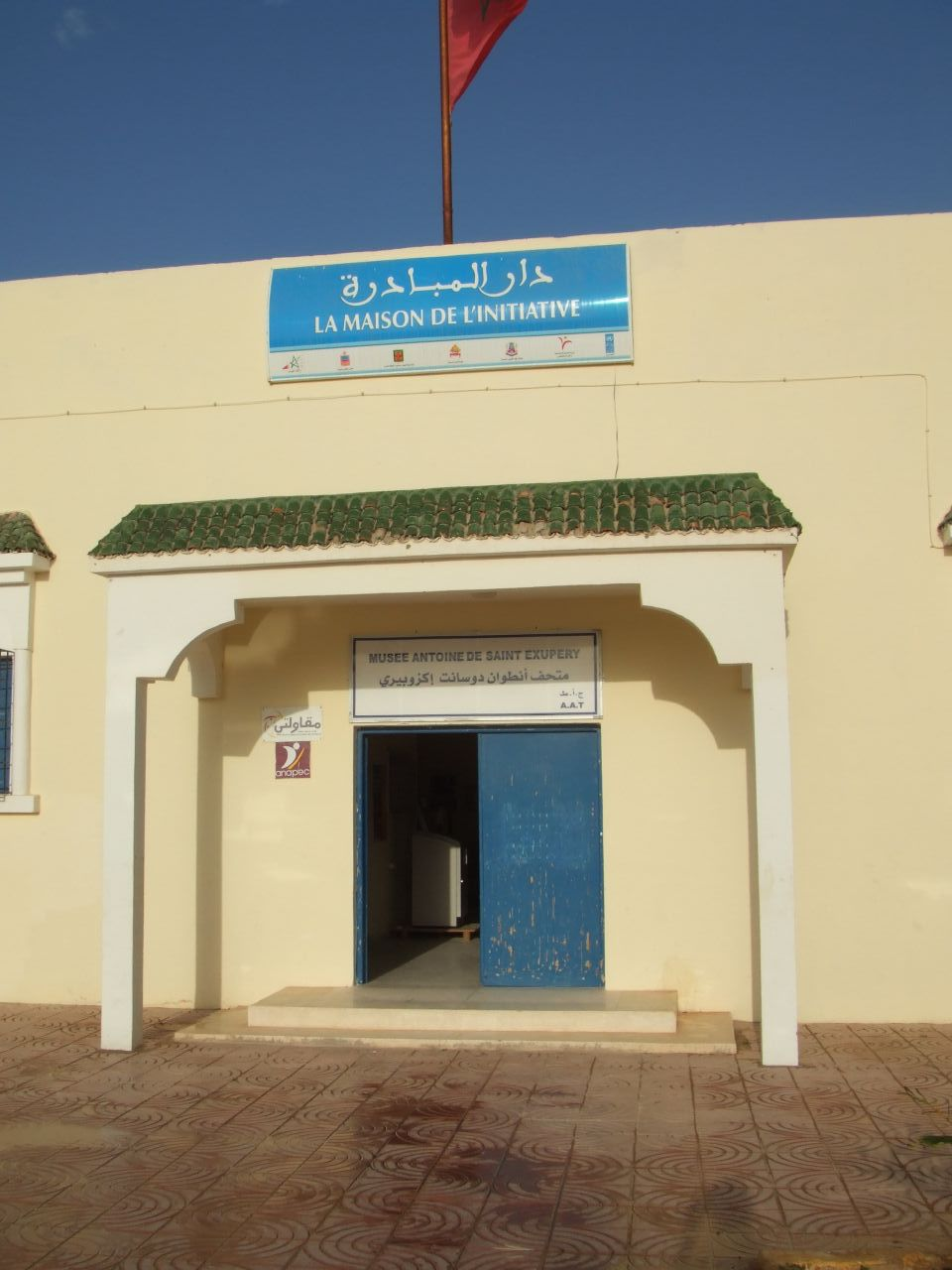
Museu Antoine de Saint-Exupéry.

Des de 1946, el territori de Cap Juby va ser part de l'Àfrica Occidental Espanyola. Quan el Marroc va accedir a la independència, en 1956, va reclamar la retrocessió del Cap Juby, subjecta legalment al tractat de 1912 entre Espanya i França pel qual es van establir els protectorats espanyol i francès sobre el Marroc. No obstant això, no va ser fins als acords d'Angra de Cintra (2 d'abril de 1958), que van posar extraoficialment fi als enfrontaments entre Espanya i tropes irregulars marroquins coneguts com a guerra d'Ifni, quan es va cedir oficialment el Cap Juby, i amb ell Tarfaya, al Marroc. En 1975, Tarfaya va ser una de les bases des de les quals va partir la Marxa Verda cap al territori del llavors Sàhara Espanyol.

## La Companyia General Aeropostal
En 1927 va començar l'aventura del Aeropostal (Compagnie générale aéropostale), la societat de transports aeris amb seu a Tolosa de Llenguadoc el fundador de la qual, l'industrial Latecoère, creia fermament en la aviació com a mitjà de transport comercial i com a mitjà de comunicació entre els homes. Va contractar, per establir una xarxa de línies aèries, a l'antic pilot militar Didier Daurat. Daurat era una persona de caràcter intransigent però just, que va aconseguir portar als homes al seu càrrec a aconseguir els límits de les seves possibilitats. L'aviació era encara una activitat nova i una mica misteriosa que atreia a homes joves i plens d'ambició, la majoria d'ells en els inicis de la seva vida i llestos per conquistar el món vivint intensament.
L'aeròdrom de cap Juby, a la rodalia, va ser una escala important de les rutes del Aeropostal entre Tolosa de Llenguadoc i Saint Louis, al Senegal. Antoine de Saint-Exupéry hi va ser nomenat cap d'escala en 1927. Hi va romandre 18 mesos, va negociar amb les tribus mores insubmises l'alliberament de pilots que havien estat retinguts després d'accidents o aterratges forçosos i hi va escriure la seva primera novel·la, Courrier-Sud (Correu del Sud).
El 28 de setembre de 2004, es va obrir a Tarfaya un museu, creat per l'associació Mémoire d'Aéropostale (memòria del Aeropostal), una fundació sostinguda fonamentalment per l'ajuntament de Tolosa de Llenguadoc i per la companyia Airbus. El cèlebre periodista i aeronàutic Bernard Chabbert, el pare del qual va participar també a l'aventura del Aeropostal, va estar en la inauguració d'aquest museu.

## Comunicacions
Una carretera uneix Tarfaya amb la carretera N1, que discorre entre Rabat al centre del Marroc i Dakhla, al Sàhara Occidental, passant per Al-Aaiun.
A la fi del 2007 es va posar en funcionament una línia regular marítima, Naviliera Armas, que unia aquesta localitat amb Puerto del Rosario a la veïna illa de Fuerteventura. El servei es va tornar a suspendre després que el vaixell de passatgers Assalama s'enfonsés, el 30 d'abril de 2008, poc després de sortir del port de Tarfaya, sense causar víctimes.